# Vernoil-le-Fourrier
Vernoil-le-Fourrier là một xã thuộc tỉnh Maine-et-Loire trong vùng Pays de la Loire phía tây nước Pháp. Xã này nằm ở khu vực có độ cao trung bình 64 mét trên mực nước biển.
Tên gọi cũ là Vernoil, và đã được chính thức đổi thành Vernoil-le-Fourrier vào ngày 7 tháng 7 năm 2006.